# Zdeněk Andrlík
Zdeněk Andrlík (* 1. dubna 1951) je český fotbalový trenér a bývalý fotbalista. V lednu 2018 se stal trenérem A-mužstva ČAFC Praha v Pražská teplárenská přeboru mužů.

## Hráčská kariéra
Hrál mj. divizi za pražskou Čafku (později Tatran Stavební závody Praha), do klubu přišel v roce 1975 a za A-mužstvo hrál až do roku 1982.

## Trenérská kariéra
V posledním ročníku československé ligy a v prvních dvou ročnících české ligy byl asistentem v pražských Bohemians. V nižších soutěžích vedl jako hlavní trenér mj. FC Střížkov Praha 9, Klatovy, Slavoj Vyšehrad,  SK Český Brod. či FK Dobřejovice